# Hellmut von Specht
Hellmut von Specht (* 8. September 1941 in Leipzig) ist ein deutscher Physiker und Hochschullehrer.

## Leben
Specht studierte Physik an der Ernst-Moritz-Arndt-Universität Greifswald und schloss sein Studium 1964 mit dem Diplom ab. Von 1964 bis 1970 war er wissenschaftlicher Assistent am Physikalischen Institut in Greifswald. 1971 promovierte er dort mit einer Arbeit zum Thema Untersuchungen an gesteuerten Gasentladungen.
Der Arzt und Hochschullehrer Friedrich-Wilhelm Oeken holte Specht 1970 an die HNO-Klinik der Medizinischen Akademie Magdeburg, wo er als wissenschaftlicher Mitarbeiter und ab 1992 als Oberassistent arbeitete. 1977 habilitierte er sich dort mit einer Arbeit zum Thema Möglichkeiten und Grenzen der Objektivierung psychoakustischer Messungen mittels langsamer akustisch evozierter Potentiale bei normalem und pathologisch verändertem Hörvermögen zusammen mit Bernd Freigang.
Specht baute in Magdeburg eine Arbeitsgruppe für klinische und experimentelle Audiologie auf. Mit Hilfe eines von Specht aufgebauten mobilen Audiometers, dem sogenannten BERA-System konnte schon in den 1980er Jahren ein Hörscreening von Frühgeborenen durchgeführt werden.
Aus Kontakten von Specht zum HNO-Arzt Japaridze Kevanishvili in Tiflis, Georgien entwickelte sich eine fruchtbare Zusammenarbeit. Zunächst profitierten die DDR-Mediziner davon, dass sie Zugriff auf die modernste EEG-Messtechnik der Sowjetunion erhielten. Nach der Wende erhielten die georgischen Kollegen Vorteile aus Studienaufenthalten in Magdeburg.
1988 erhielt Specht die Lehrberechtigung für Audiologie und wurde 1989 Leiter der Abteilung für Experimentelle Audiologie und Medizinische Physik. 1992 wurde er zum Professor für das Gebiet Experimentelle Audiologie an der Medizinischen Fakultät der Otto-von-Guericke-Universität Magdeburg berufen.
2006 wurde Specht emeritiert.

## Forschungsgebiete
Specht forscht auf dem Gebiet der Elektrophysiologie und Audiologie.

## Ämter und Mitgliedschaften
Von 1993 bis 2002 war Specht Mitglied des Senats der Universität und von 1994 bis 1996 Prorektor für Forschungsangelegenheiten. Specht ist seit 2002 Vorsitzender der Geers-Stiftung und Ehrenmitglied der Deutschen Gesellschaft für Audiologie zu deren Gründungsmitgliedern er gehört. Außerdem engagiert er sich im Professorenkollegium Emeritio, das sich der allgemeinverständlichen Wissensweitergabe an breite Bevölkerungsschichten widmet.

## Familie
Specht ist verheiratet.

## Schriften (Auswahl)
- Hören messen Materialsammlung vom 15. Multidisziplinären Kolloquium der GEERS-StIFTUNG am 22. und 23. Februar 2010 im Wissenschaftszentrum Bonn des Stifterverbandes für die Deutsche Wissenschaft in Bonn-Bad Godesberg, Essen (Heidhausen) : Geers-Stiftung, 2011, OCLC 756300455
- Frühes Hören – gutes Hören am 18. und 19. Februar 2008 im Wissenschaftszentrum Bonn-Bad Godesberg des Stifterverbandes für die Deutsche Wissenschaft, Essen (Heidhausen) Geers-Stiftung, 2009, OCLC 463837807
- Hören im Alter am 20. und 21. Februar 2006 im Wissenschaftszentrum Bonn-Bad Godesberg des Stifterverbandes für die Deutsche Wissenschaft, Essen (Heidhausen) Geers-Stiftung, 2007, OCLC 199144326
- Hören und Gene am 16. und 17. Februar 2004 im Wissenschaftszentrum Bonn-Bad Godesberg des Stifterverbandes für die Deutsche Wissenschaft, Essen (Heidhausen) Geers-Stiftung, 2005, OCLC 188112091
- Physik für Mediziner Skript zur Vorlesung, Zwickau Verlag Wiss. Scripten, 2004, ISBN 978-3-937524-14-6.